# Nashua (New Hampshire)
Nashua è una città degli Stati Uniti d'America, capoluogo assieme a Manchester della contea di Hillsborough nello stato del New Hampshire.

## Storia
Costruita intorno ad attività nell'industria tessile, negli ultimi anni come il resto del sud del New Hampshire e la regione di Boston, Nashua ha conosciuto un'importante fase di sviluppo economico. Nashua per due volte ha ricevuto il titolo di "Miglior luogo per vivere d'America" da parte della rivista Money. È l'unica città in assoluto che può vantare due prime posizioni: nel 1987 e nel 1997. Nashua nell'estate del 2006 era all'87º posto. Nel 2007 poi, il gruppo editoriale Morgan Quitno ha classificato Nashua come 27ª città d'America per sicurezza.

## Geografia fisica

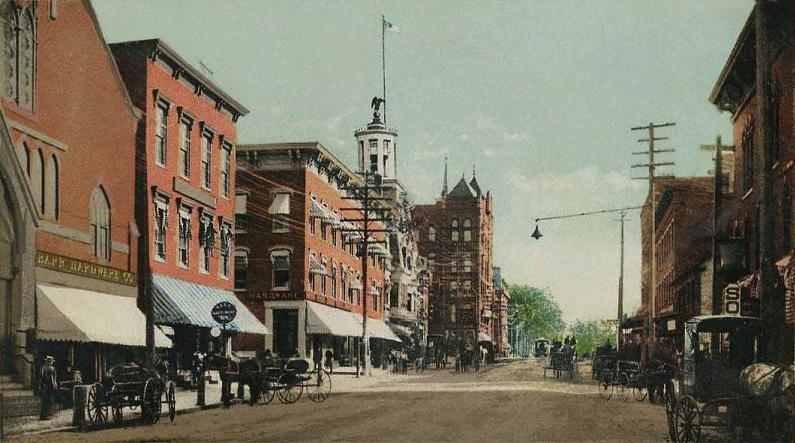
Main Street nel 1905

Secondo i rilevamenti dello United States Census Bureau, la città si estende su una superficie totale di 82,5 km², dei quali 80 km² sono composti da terre, mentre i rimanenti 2,5 km² sono composti da acque, corrispondenti al 2,98% dell'intera superficie cittadina.
Il confine orientale di Nashua è formato dal fiume Merrimack, inoltre nella zona scorrono altri fiumi come il Nashua e il Salmon Brook, tutti tributari del Merrimack. Il fiume Nashua divide in due parti la città. Il punto più elevato di Nashua è presso Long Hill, nella parte meridionale della città, a 127 m s.l.m.

### Comuni confinanti
L'intera città ad est è bagnata dal fiume Merrimack, mentre sull'altra sponda sorge la città di Hudson.

## Istruzione

### Scuole medie

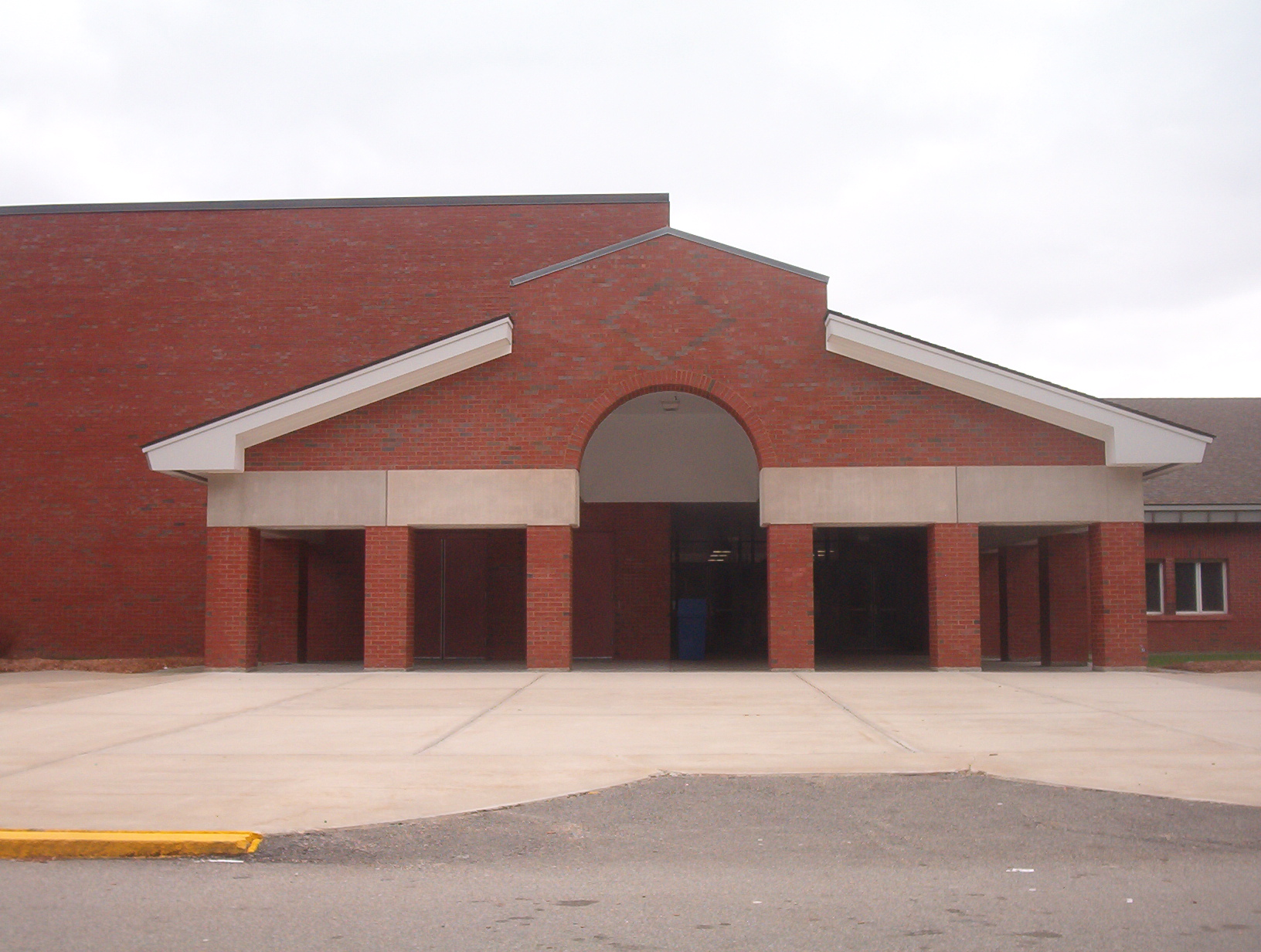
Pennichuck Middle School

- Christian Bible Church Academy, su cbcnashua.com. URL consultato il 15 gennaio 2009 (archiviato dall'url originale il 24 marzo 2009).
- Elm Street, su nashua.edu.
- Fairgrounds (Middle), su nashua.edu. URL consultato il 15 gennaio 2009 (archiviato dall'url originale il 12 gennaio 2009).
- Pennichuck, su nashua.edu. URL consultato il 15 gennaio 2009 (archiviato dall'url originale il 12 gennaio 2009).
- The Academy for Learning and Technology, su nashua.edu. URL consultato il 15 gennaio 2009 (archiviato dall'url originale l'11 gennaio 2009).
- Nashua Christian Academy, su nashuachristianacademy.org.
- Nashua Catholic Regional Junior High School, su ncrjhs.org.

### Scuole elementari
- Amherst Street, su nashua.edu. URL consultato il 15 gennaio 2009 (archiviato dall'url originale l'11 gennaio 2009).
- Birch Hill, su nashua.edu. URL consultato il 15 gennaio 2009 (archiviato dall'url originale l'11 gennaio 2009).
- Bicentennial, su nashua.edu. URL consultato il 15 gennaio 2009 (archiviato dall'url originale l'11 gennaio 2009).
- Broad Street, su nashua.edu. URL consultato il 15 gennaio 2009 (archiviato dall'url originale l'11 gennaio 2009).
- Charlotte Avenue, su nashua.edu.
- Christian Bible Church Academy, su cbcnashua.com. URL consultato il 15 gennaio 2009 (archiviato dall'url originale il 24 marzo 2009).
- Dr. Crisp, su nashua.edu. URL consultato il 15 gennaio 2009 (archiviato dall'url originale l'11 gennaio 2009).
- Fairgrounds (Elem.), su nashua.edu. URL consultato il 15 gennaio 2009 (archiviato dall'url originale l'11 gennaio 2009).
- Infant Jesus, su infantjesusparish.org. URL consultato il 15 gennaio 2009 (archiviato dall'url originale il 15 aprile 2007).
- Ledge Street, su nashua.edu. URL consultato il 15 gennaio 2009 (archiviato dall'url originale l'11 gennaio 2009).
- Main Dunstable, su nashua.edu. URL consultato il 15 gennaio 2009 (archiviato dall'url originale l'11 gennaio 2009).
- Mount Pleasant, su nashua.edu. URL consultato il 15 gennaio 2009 (archiviato dall'url originale l'11 gennaio 2009).
- New Searles, su nashua.edu. URL consultato il 15 gennaio 2009 (archiviato dall'url originale l'11 gennaio 2009).
- Nashua Christian Academy, su nashuachristianacademy.org.
- Saint Christopher, su stchrisschoolnh.org.
- Sunset Heights, su nashua.edu. URL consultato il 15 gennaio 2009 (archiviato dall'url originale il 12 gennaio 2009).

## Sport
L'unica squadra sportiva professionistica con sede a Nashua milita nel campionato di baseball minore della Can-Am con il nome di American Defenders of New Hampshire, la quale fra gli anni dal 1998 al 2008 ha giocato come Nashua Pride presso l'Holman Stadium. Prima dei Pride, l'Holman era anche lo stadio casalingo di altre squadre indipendenti di altri sport, come i Nashua Hawks; i Nashua Pirates; i Nashua Angels e Nashua Dodgers, la prima squadra di baseball integrata razzialmente del XX secolo.
Nel mondo degli sport universitari, Nashua è sede dei Daniel Webster College Eagles e dei Rivier College Raiders, i quali militano nel campionato della Great Northeast Athletic Conference o GNAC.
Gli Spartans Drum and Bugle Corps (campioni mondiali della competizione Drum Corps International nel 1997, 1998, 2004 e 2007) hanno a loro volta sede a Nashua.

## Galleria d'immagini

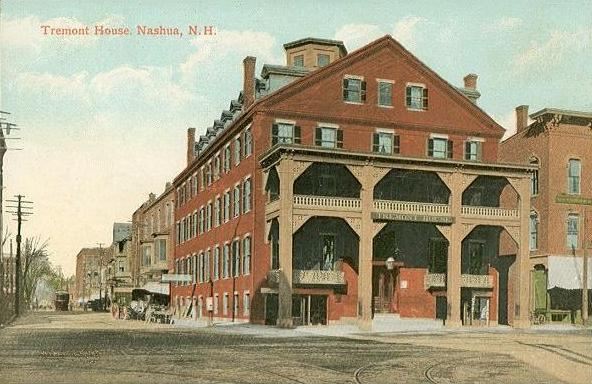
Tremont House, c. 1908
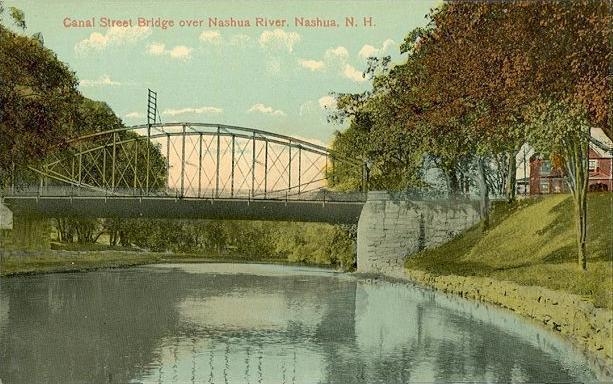
Canal St. Bridge, c. 1908
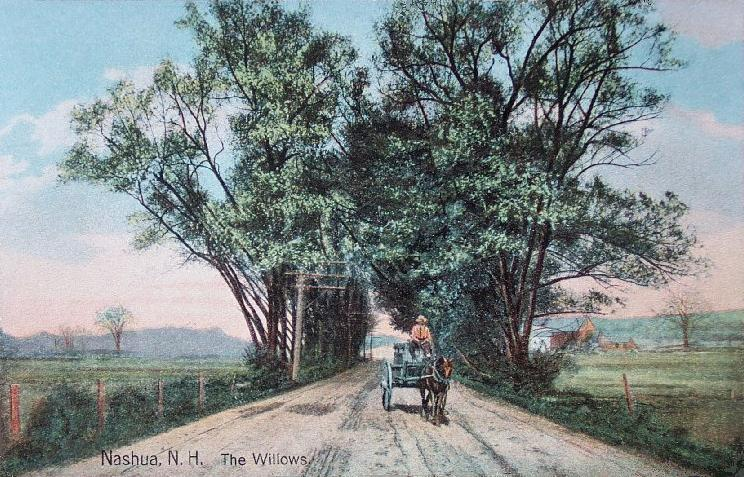
The Willows, c. 1910; la strada è oggi la Route 101A, vicino a Somerset Plaza
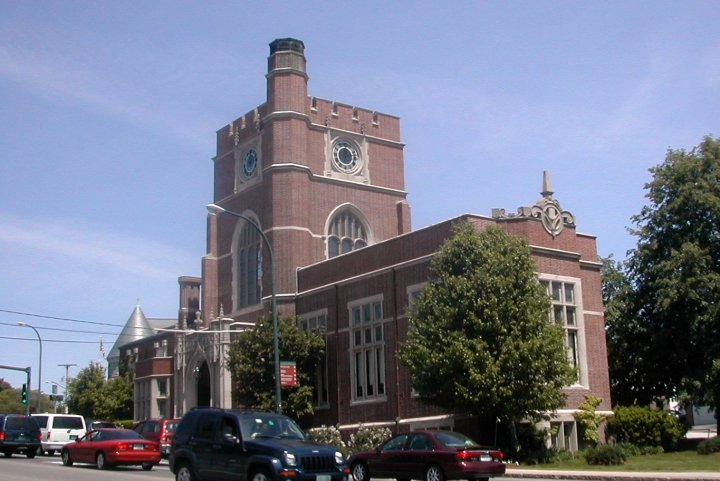
Hunt Memorial Library nel 2006